# Alessio De Vito
Alessio De Vito (Summonte, 6 aprile 1906 – Summonte, 24 settembre 1982) è stato un militare italiano.
Prestò servizio nella Regia Marina come sottufficiale con il grado di capo di terza classe nella specializzazione di cannoniere. È stato un incursore pilota di barchino esplosivo della Xª Flottiglia MAS durante la seconda guerra mondiale, e venne decorato con la Medaglia d'Oro al Valor Militare per l'azione del 26 marzo 1941 compiuta a Suda.

## Biografia
Alessio De Vito nacque a Summonte (in provincia di Avellino) il 6 aprile 1906. A 16 anni si arruolò volontario nella Regia Marina e si vide assegnato alla categoria Cannonieri, per poi, nel 1923 imbarcarsi sulla nave da battaglia Giulio Cesare con la quale partecipò all'occupazione di Corfù nel 1923. Trascorso un successivo periodo di permanenza sul cacciatorpediniere Monzambano, frequentò a Pola un corso utile all'avanzamento di carriera.
Dal 1928 al 1934 De Vito prese successivamente imbarco sul cacciatorpediniere Albatros, sulla corazzata Duilio, sul cacciatorpediniere Borea e sulla nave posamine Legnano dislocata in Egeo. Nel 1934 si trasferì presso la Scuola C.R.E.M. (Corpo Reali Equipaggi Marittimi) di San Bartolomeo nell'ambito del corso P. (Perfezionamento) e nel 1935 imbarcò nuovamente sull'Albatros. Dal gennaio del nuovo anno prese parte alla guerra d'Etiopia inquadrato nel Comando Marina di Massaua e, rimpatriato, partecipò all'invasione dell'Albania a bordo della torpediniera Airone.
Trasferito a domanda nei mezzi d'assalto ed assegnato alla 1ª Squadriglia MAS di La Spezia, De Vito (the boss) iniziò ad addestrarsi sui mezzi speciali di superficie per compiere l'impresa di Suda dove, il 26 marzo 1941 e con la collaborazione di altri cinque operatori agli ordini del tenente di vascello Luigi Faggioni, affondò l'incrociatore York e la petroliera Pericles, ma venne preso prigioniero.
De Vito tornò in Italia solamente nel giugno 1946 e nel novembre dell'anno successivo, con il grado di capo di prima classe, fu, a domanda, collocato in congedo. Promosso sottotenente nella riserva, morì a Summonte  il 24 settembre 1982.